# Casla (Ierland)
Casla (Engels: Costelloe) is een plaats in het Ierse graafschap Galway. De plaats bevindt zich in de Gaeltacht.